# Centromerus trilobus
Centromerus trilobus là một loài nhện trong họ Linyphiidae.
Loài này thuộc chi Centromerus. Centromerus trilobus được miêu tả năm 1995 bởi Tao, Li & Zhu.